# Lądowisko Kartuzy-Szpital
Lądowisko Kartuzy-Szpital – lądowisko sanitarne w Kartuzach, w województwie pomorskim, położone przy ul. Floriana Ceynowy 7. Przeznaczone jest do wykonywania startów i lądowań śmigłowców sanitarnych i ratowniczych o dopuszczalnej masie startowej do 5700 kg w dzień i w nocy.
Zarządzającym lądowiskiem jest Powiatowe Centrum Zdrowia Sp. z o.o. NZOZ im. dra Aleksandra Majkowskiego. W roku 2015 zostało wpisane do ewidencji lądowisk Urzędu Lotnictwa Cywilnego pod numerem 326.
Koszt wybudowania lądowiska wyniósł ok. 400 000 zł.